# Cyrtodactylus jeyporensis
Espèce
Synonymes
- Gymnodactylus jeyporensis Beddome, 1878
- Geckoella jeyporensis (Beddome, 1878)

Statut de conservation UICN

 CR B1ab(iii) : 
En danger critique
Cyrtodactylus jeyporensis est une espèce de geckos de la famille des Gekkonidae.

## Répartition
Cette espèce est endémique d'Odisha en Inde. Elle se rencontre dans les Patinghe Hills.

## Description
C'est un gecko insectivore, nocturne et terrestre.

## Étymologie
Son nom d'espèce, composé de jeypor[e] et du suffixe latin -ensis, « qui vit dans, qui habite », lui a été donné en référence au lieu de sa découverte, la ville de Jeypore.

## Publication originale
- Beddome, 1878 : Descriptions of new reptiles from the Madras Presidency. Proceedings of the Zoological Society of London, vol. 1877, p. 685-686 (texte intégral).